# Maciej Chełmicki
Maciej Chełmicki herbu Nałęcz (zm. 1623) – sędzia dobrzyński w latach 1613-1616, chorąży dobrzyński w latach 1611-1612, stolnik dobrzyński w latach 1606-1611, podwojewodzi brzeski, sędzia grodzki kruszwicki.
Syn Adriana, poborcy podatkowego ziemi dobrzyńskiej, miał synów: Łukasza, Andrzeja, Adriana, Piotra i Jana.
Wyznaczony przez sejm 1611 roku na poborcę województwa brzeskokujawskiego.